# Келін Роу
Келін Роу (англ. Kelyn Rowe, нар. 2 грудня 1991, Федерал-Вей) — американський футболіст, півзахисник клубу «Нью-Інгленд Революшн» та національної збірної США.

## Клубна кар'єра
Народився 2 грудня 1991 року в місті Федерал-Вей, штат Вашингтон. Почав грати у футбол в команді «Кроссфайр Прем'єр». Під час навчання в Каліфорнійському університеті в Лос-Анджелесі у 2010-2011 роках Роу виступав за університетську команду «ЮКЛА Брюїнз» в Національної асоціації студентського спорту. Після цього 2011 року зіграв кілька матчів за клуб «Вашингтон Кроссфайр» з Premier Development League, четвертого за рівнем дивізіону США.
12 січня 2012 року на Супердрафті MLS Роу був обраний під загальним 3-м номером клубом «Нью-Інгленд Революшн». За бостонців він дебютував 10 березня, вийшовши у стартовому складі в матчі першого туру сезону 2012 проти «Сан-Хосе Ерсквейкс». Свій перший гол в MLS Роу забив у ворота «Лос-Анджелес Гелексі» в матчі четвертого туру 31 березня. Наразі встиг відіграти за команду з Массачусетса 173 матчі в національному чемпіонаті.

## Виступи за збірні
2008 року дебютував у складі юнацької збірної США, взяв участь у 5 іграх на юнацькому рівні.
Протягом 2010—2011 років залучався до складу молодіжної збірної США, у складі якої участь у молодіжному чемпіонаті КОНКАКАФ 2011, де зіграв у всіх трьох матчах збірної і забив три голи. Загалом на молодіжному рівні зіграв у 6 офіційних матчах, забив 3 голи.
1 липня 2017 року дебютував в офіційних матчах у складі національної збірної США в товариському матчі проти збірної Гани (2:1), а через тиждень дебютував за збірну на Золотому кубку КОНКАКАФ 2017 року у США, зігравши 8 липня у матчі першого туру проти Панами (1:1).
Наразі провів у формі головної команди країни 2 матчі.

## Досягнення
- Володар Золотого кубка КОНКАКАФ (1):

2017
- Переможець Ліги чемпіонів КОНКАКАФ (1):

«Сіетл Саундерз»: 2022